# Kaisertage in Hannover

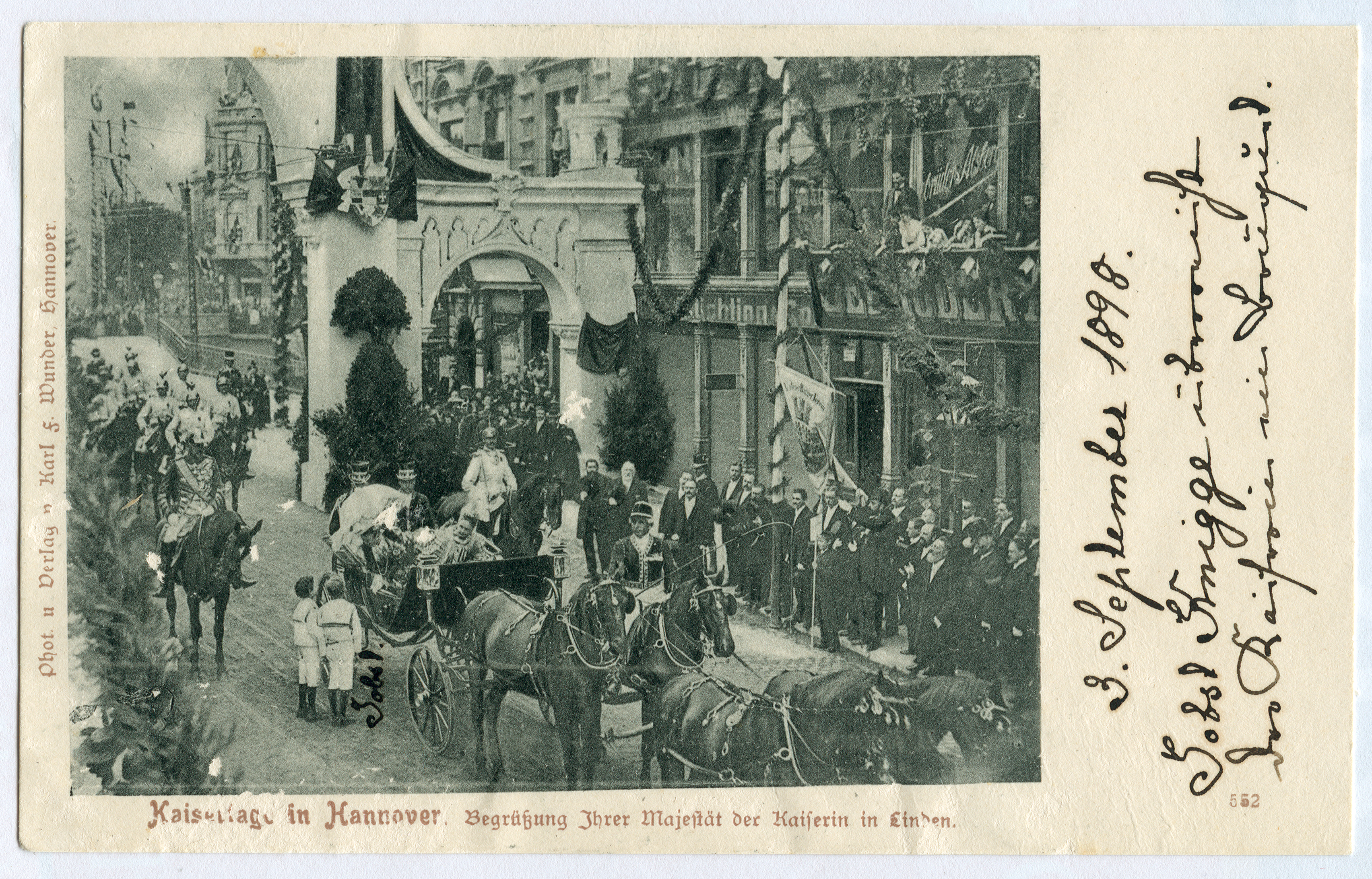
1898: Begrüßung der Kaiserin Auguste Viktoria in Linden, Ansichtskarte von Karl Friedrich Wunder

Kaisertage in Hannover war die Bezeichnung für die Besuche der Deutschen Kaiser in der Stadt Hannover. Insgesamt 36 Besuche deutscher Kaiser „haben die Integration des ehemaligen Königreichs Hannover nach der Annexion 1866 durch Preußen wesentlich gefördert.“

## Beschreibung
Nach der Deutschen Reichsgründung besuchte Kaiser Wilhelm I. Hannover acht Mal. Nach der Krönung von Wilhelm II. besuchte dieser erstmals 1889 und dann weitere 27 Mal die Stadt Hannover. Während ihrer Aufenthalte wohnten die Kaiser im Leineschloss.
Beim Neubau des Hauptbahnhofs ab 1872 waren von Anfang an im Eckbau rechts des Vestibüls Räume für den Kaiser vorgesehen.
Einige der Anlässe für die Kaiserbesuche waren – vor allem später bei Wilhelm II. – die Teilnahme an den Hofjagden im Saupark bei Springe. Unter diesen Jagden ragte die sogenannte „Drei-Kaiser-Jagd“ vom 27. November 1879 heraus, an der neben Wilhelm I. unter anderem der österreichische Kaiser Franz Joseph I., der preußische Thronfolger und spätere Kaiser Friedrich III. sowie Zar Alexander II. teilnahmen.
Die mit der sogenannten „Kaiserrampe“, einem kleinen Bahnhof bei Springe, den der Kaiser oftmals nutzte, und die mit dem Jagdschloss Springe verbundene denkmalgeschützte Kaiserallee ist älteren Ursprungs. Sie wurde von 1858 bis 1862 unter Mitwirkung von Georg Ludwig Friedrich Laves angelegt.
Die hannoverschen Kaisertage waren nicht selten verbunden mit Besuchen im Königlichen Hoftheater.

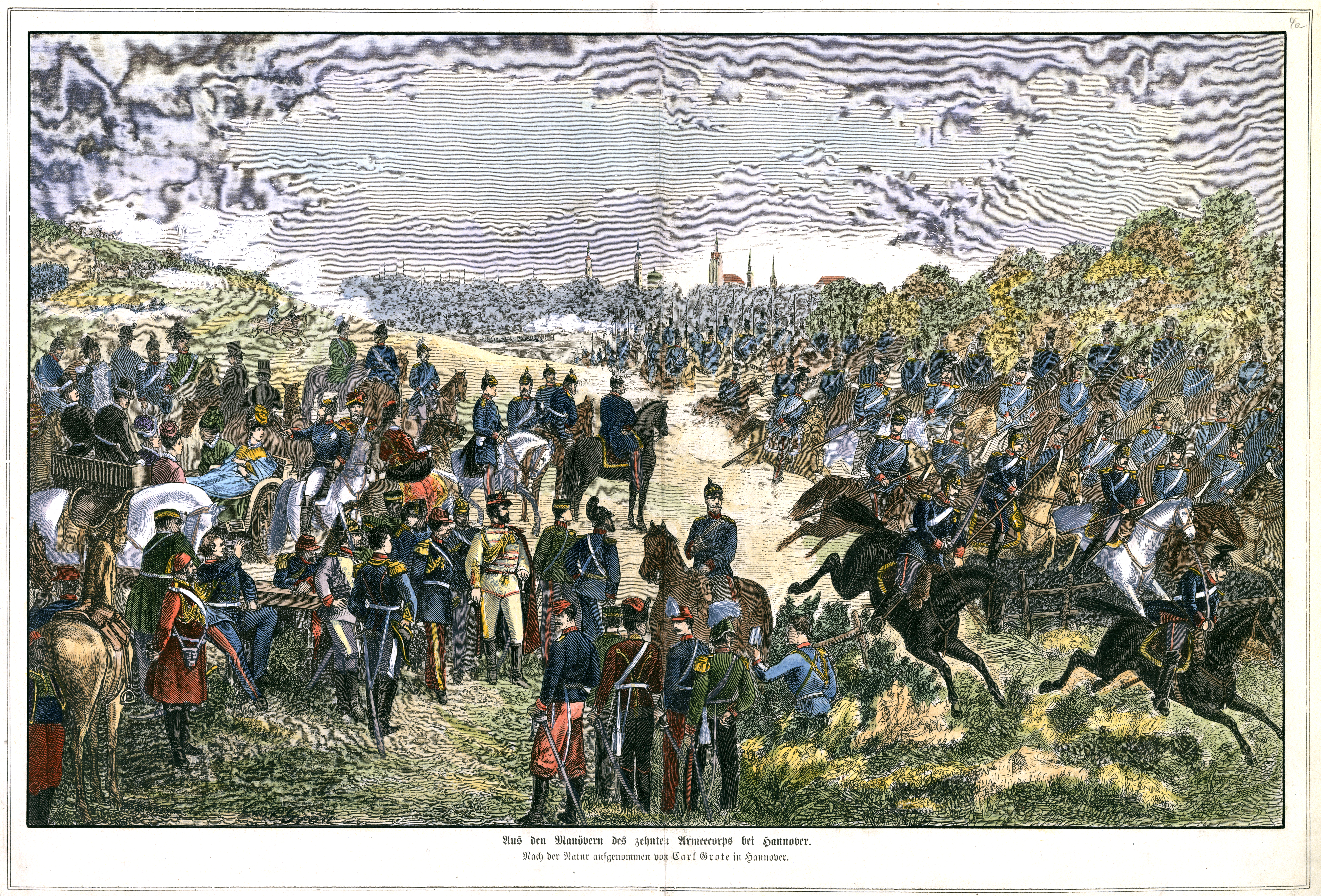
Eines der Kaisermanöver am Kronsberg; kolorierter Holzstich von Carl Grote, Die Gartenlaube vom 15. September 1874

Hauptanlässe bildeten jedoch die in Hannover meist am Kronsberg abgehaltenen Kaisermanöver des X. Armee-Korps. Nach einer Zeichnung von Carl Grote, die die Illustrierte Die Gartenlaube am 15. September 1874 als Holzstich vervielfältigte, kommentierte das Blatt wie folgt:

„Wir sehen im Vordergrund zur Linken um den Tisch eine Gruppe der zahlreich anwesenden fremden Officiere, von denen die meisten an ihren Uniformen als Oesterreicher, Engländer, Russen Franzosen, Italiener, Schweden, Dänen, Niederländer, Türken etc. zu erkennen sind. Dahinter der Wagen der Prinzessin Albrecht und daneben der Kronprinz, sowie Prinz Friedrich Karl und auch die Kronprinzessin zu Pferd und in der Uniform ihres Regiments. Ebenso leicht zu erkennen sind die übrigen Officiere vom großen Generalstab des Kaisers, welcher, zur Seite den Großherzog von Mecklenburg, die soeben beginnende Attaque eines Ulanenregiments beobachtet. Ganz im Vordergrund der Höchstcommandirende des Manövers, Prinz Albrecht von Preußen, den Ulanen nachblickend. Die Thürme von Hannover ragen im Hintergrunde über den das Manöverbild begrenzenden Wald.“

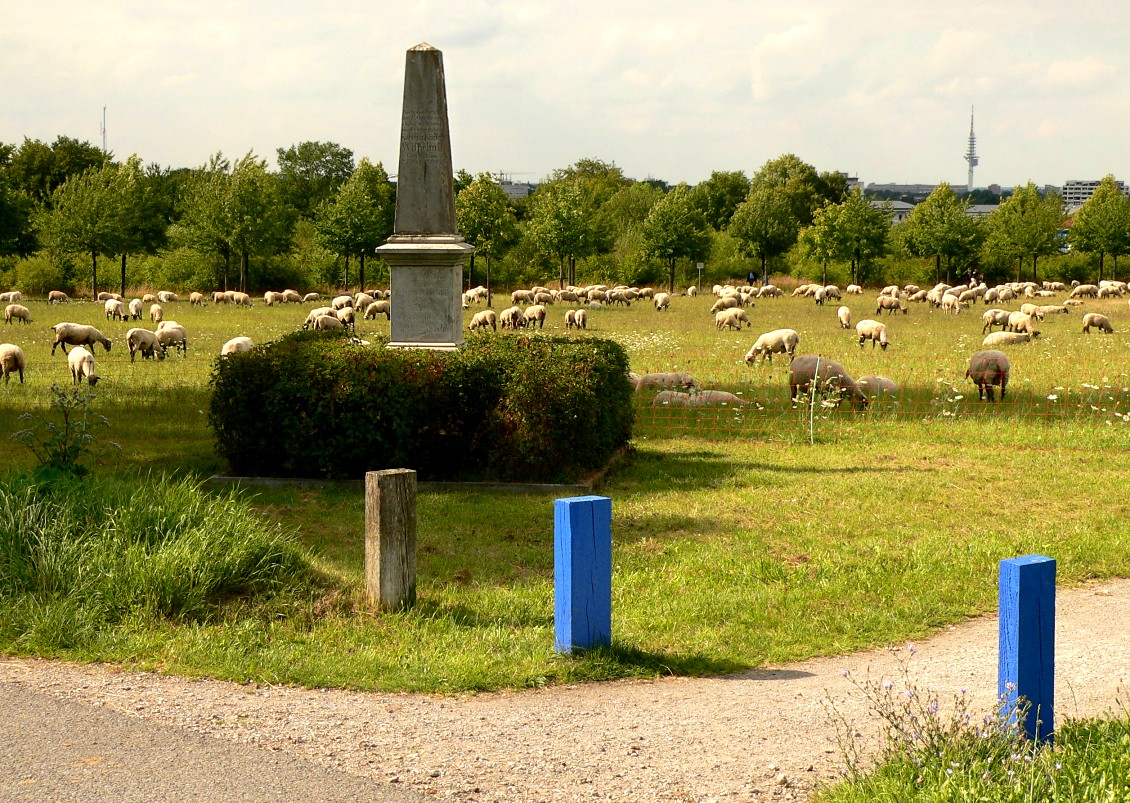
Der „Paradestein“ am Kronsberg;
Bildhauer Ludwig Husemann (1857–1914)

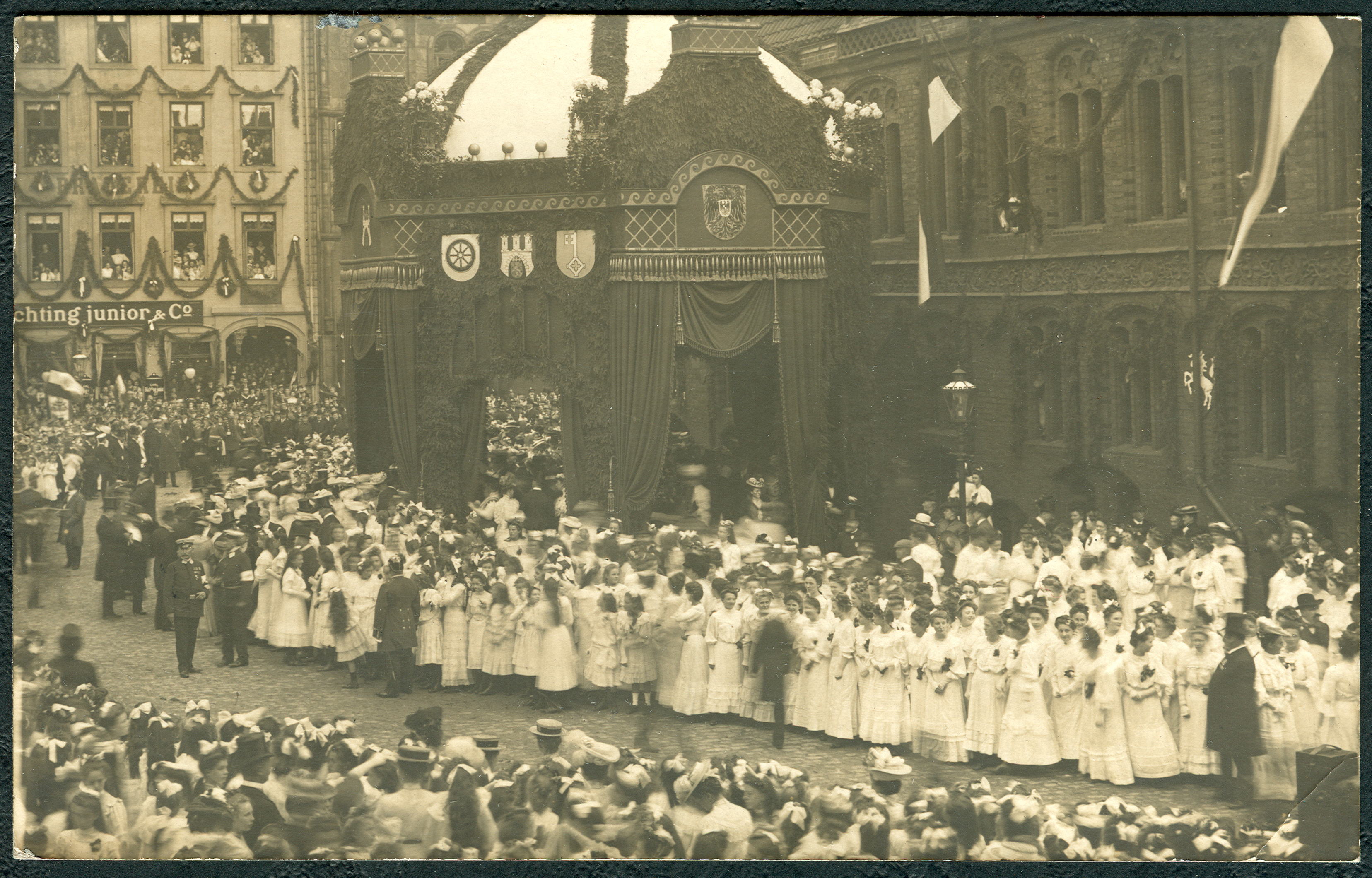
Ansichtskarte mit dem für Wilhelm II. aufgebautem Zelt und Empfangskomitee weißgekleideter Mädchen vor dem Alten Rathaus, 1907

An die sogenannte „Kaiserparaden“ von 1874, 1881, 1889 und 1907 erinnert ein durch den Bildhauer Ludwig Husemann (1857–1914) geschaffener Obelisk, der sogenannte „Paradestein“ am Kronsberg.

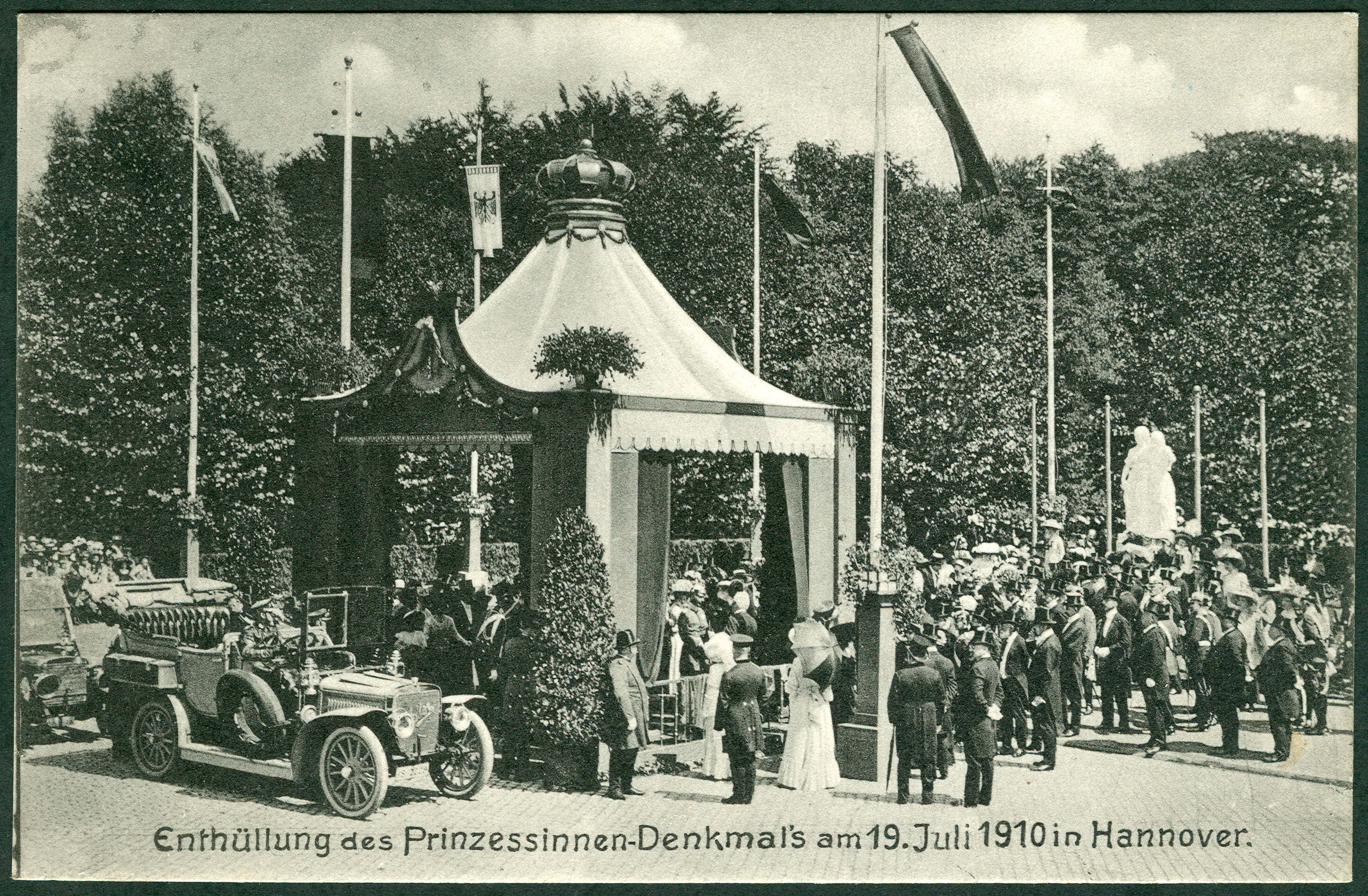
Enthüllung der Prinzessinnengruppe, 19. Juli 1910
Ansichtskarte von Ludwig Hemmer

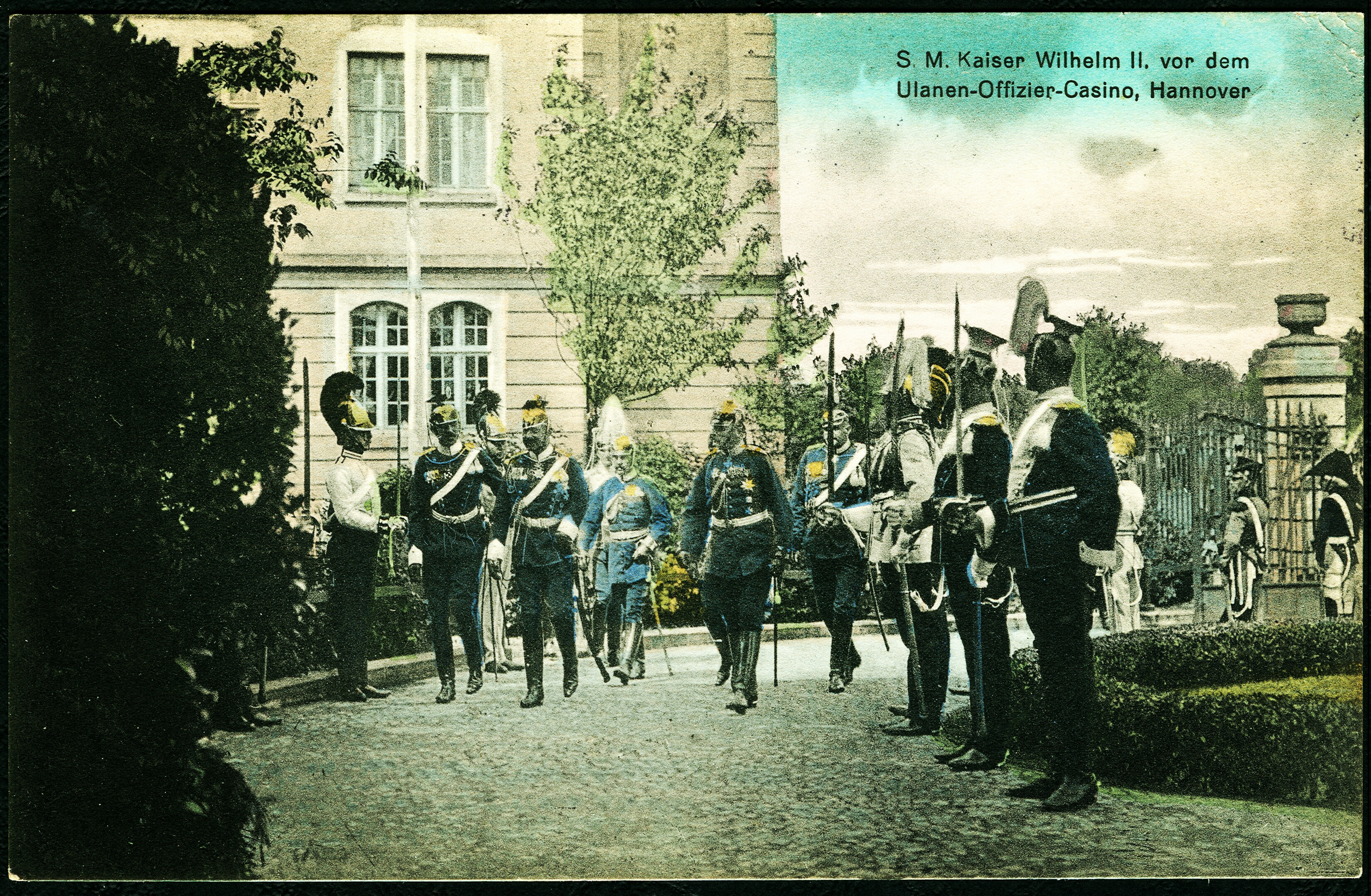
Kaiser Wilhelm II. vor dem Ulanen-Offizierskasino, 1913
„Ereignis“-Karte, Norddeutsche Papier-Industrie, Burgstraße 41

Kaiser Wilhelm II. kam auch zu Besichtigungen des Königs-Ulanen-Regiments (1. Hannoversches) Nr. 13, dessen Chef er war.
Die Festlichkeiten während der Kaiserbesuche bildeten einen Höhepunkt im gesellschaftlichen Leben Hannovers.

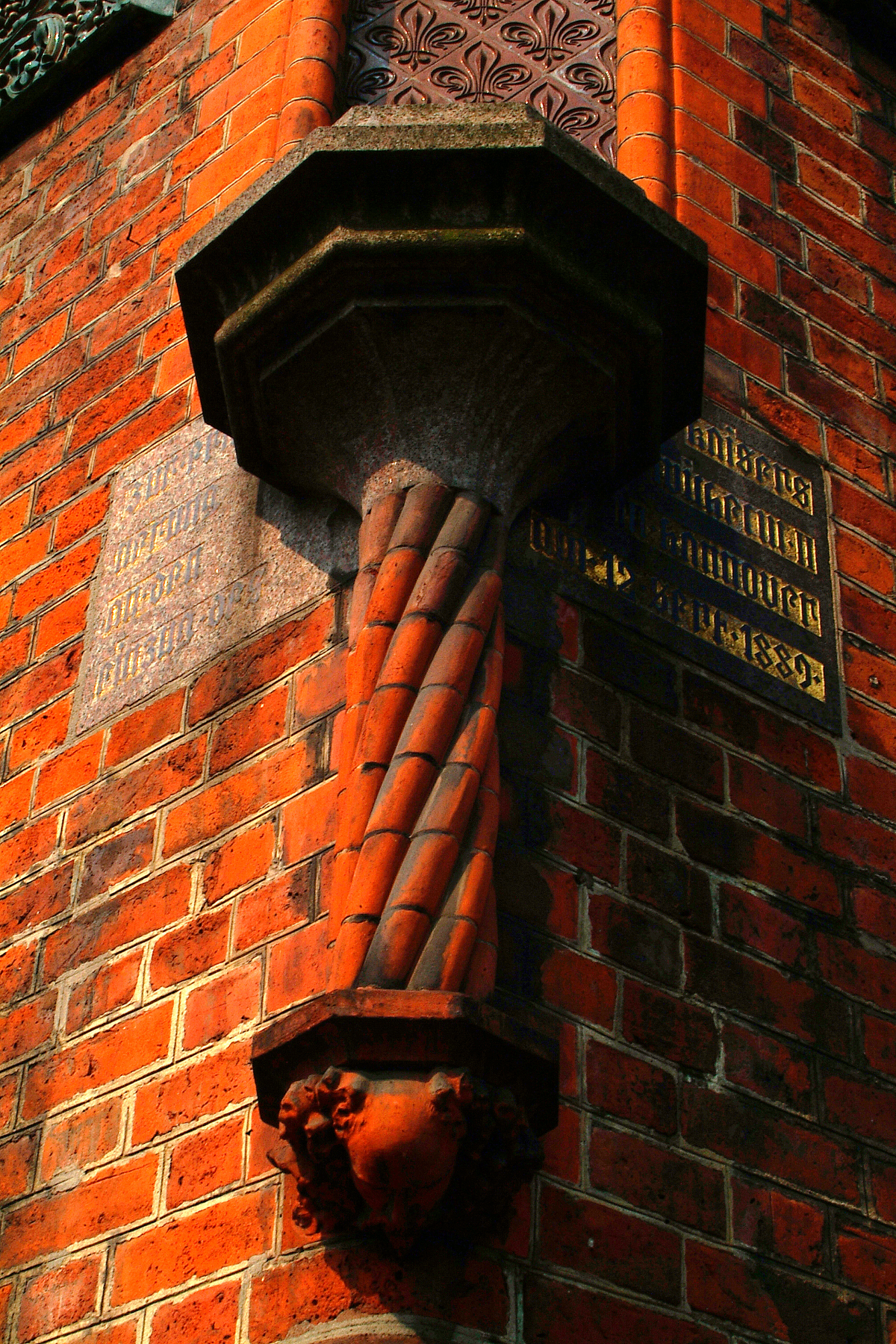
Gedenksockel mit Inschriften über dem Terrakotta-Porträt von Conrad Wilhelm Hase am Alten Rathaus anlässlich des Kaiserbesuchs 1889

1895 verlieh Wilhelm II. anlässlich der Aufführung der Kantate Aus Deutschlands großer Zeit im Hoftheater von Hannover dem Komponisten Ernst Hermann Seyffardt und dem Dichter Adolf Kiepert den Hoforden IV. Klasse.

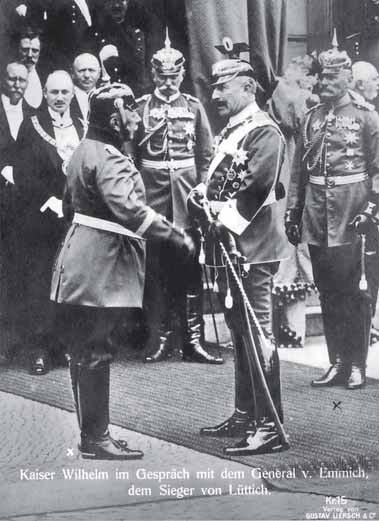
Wilhelm II. begrüßt General Otto von Emmich bei der Einweihung des Neuen Rathauses; dritter von links Stadtdirektor Heinrich Tramm

Während seines Besuchs am 20. Juni 1913 nahm Wilhelm II. an der Einweihung des Neuen Rathauses teil.

## Kaisertage 1898
Wohl am genauesten in Wort und Bild dokumentiert sind die von Friedrich Wilhelm Kortüm verfassten Erinnerungen an die Kaisertage in Hannover 2. bis 4. September 1898. Mit Abbildungen der für die Empfangsfeierlichkeiten errichteten Ehrenpforten, Tribünen u.s.w.,  die die Göhmannsche Buchdruckerei noch im selben Jahr verlegte. Insbesondere die Fortschritte in der Vervielfältigung von Fotografien durch ab 1898 im Lichtdruck illustrierte Ansichtskarten verbreiteten die Ereignisse im Bild:

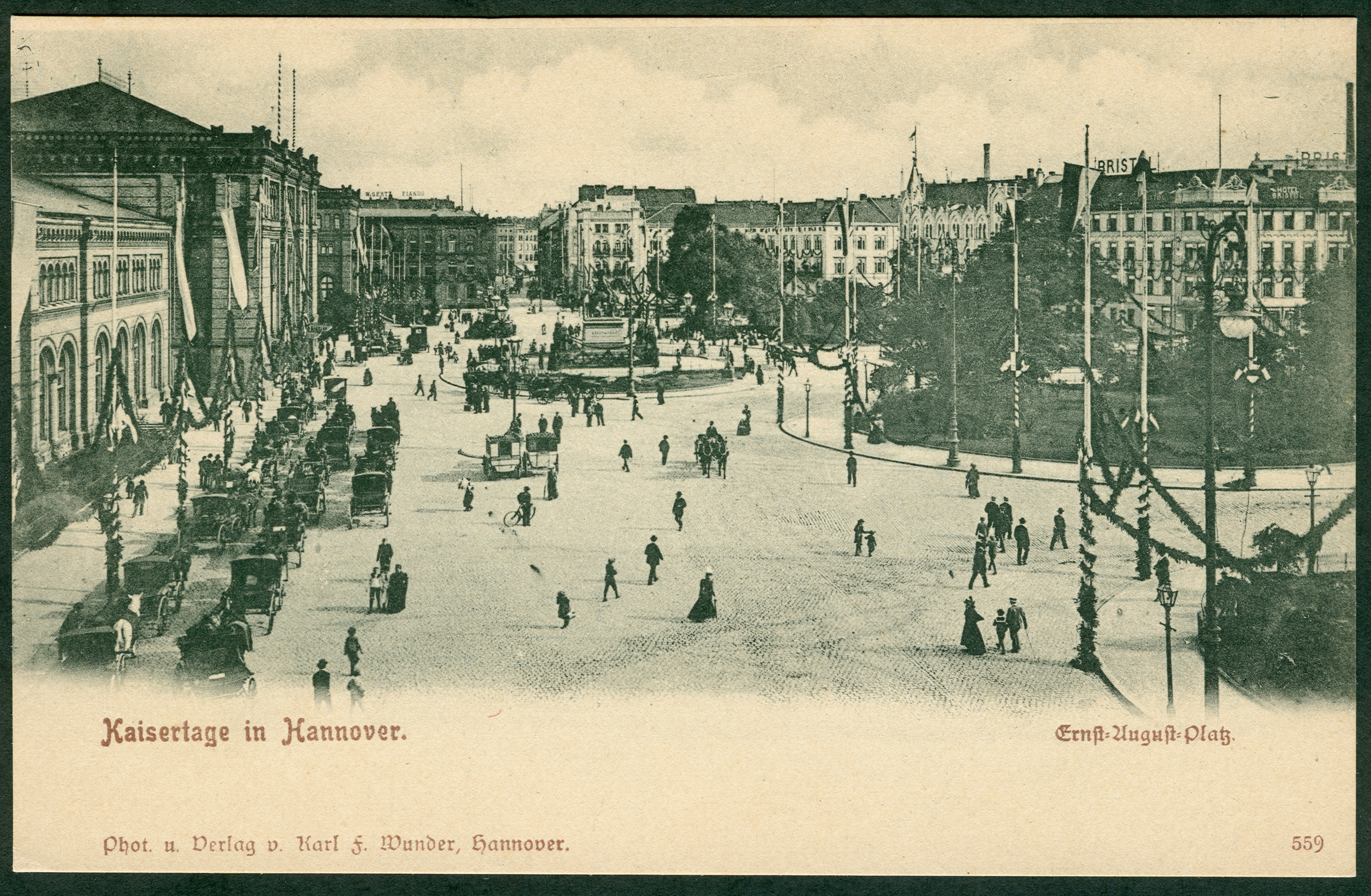
Festschmuck am Ernst-August-Platz
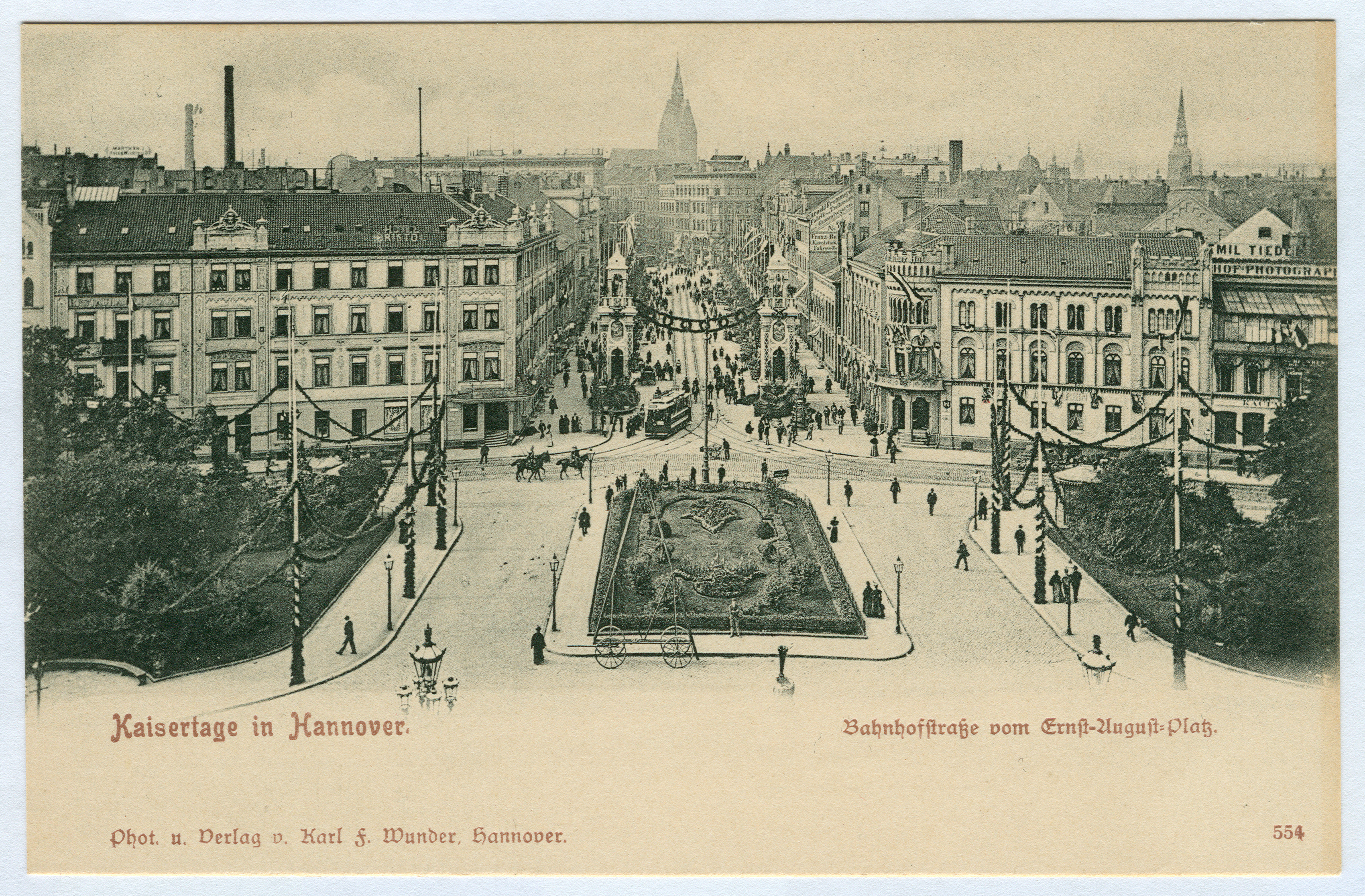
In der Bahnhofstraße
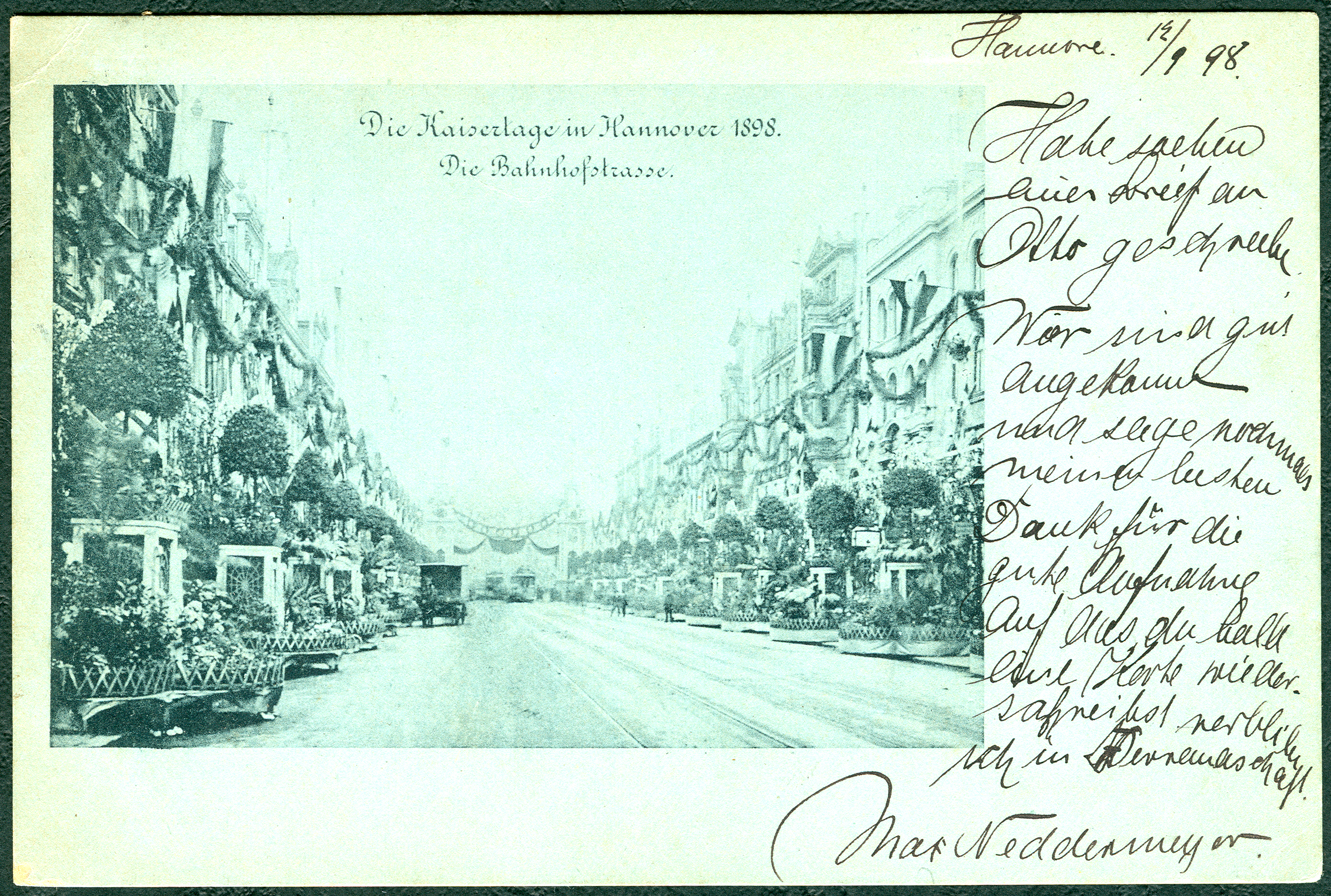
Die von dem Gartenarchitekten Julius Trip geschmückte Bahnhofstraße
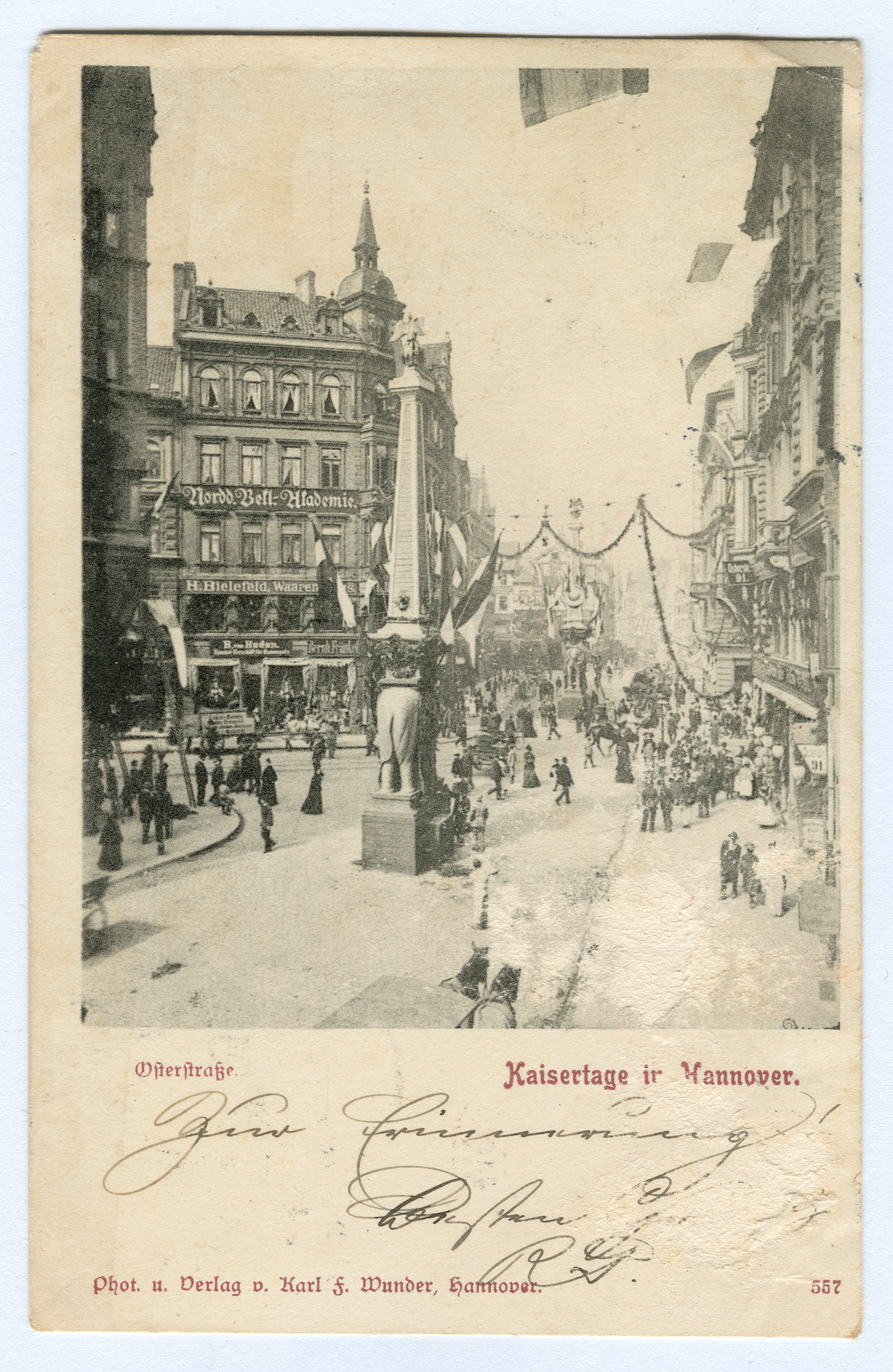
Elefant trägt einen Obelisken an der Osterstraße Ecke Karmarschstraße
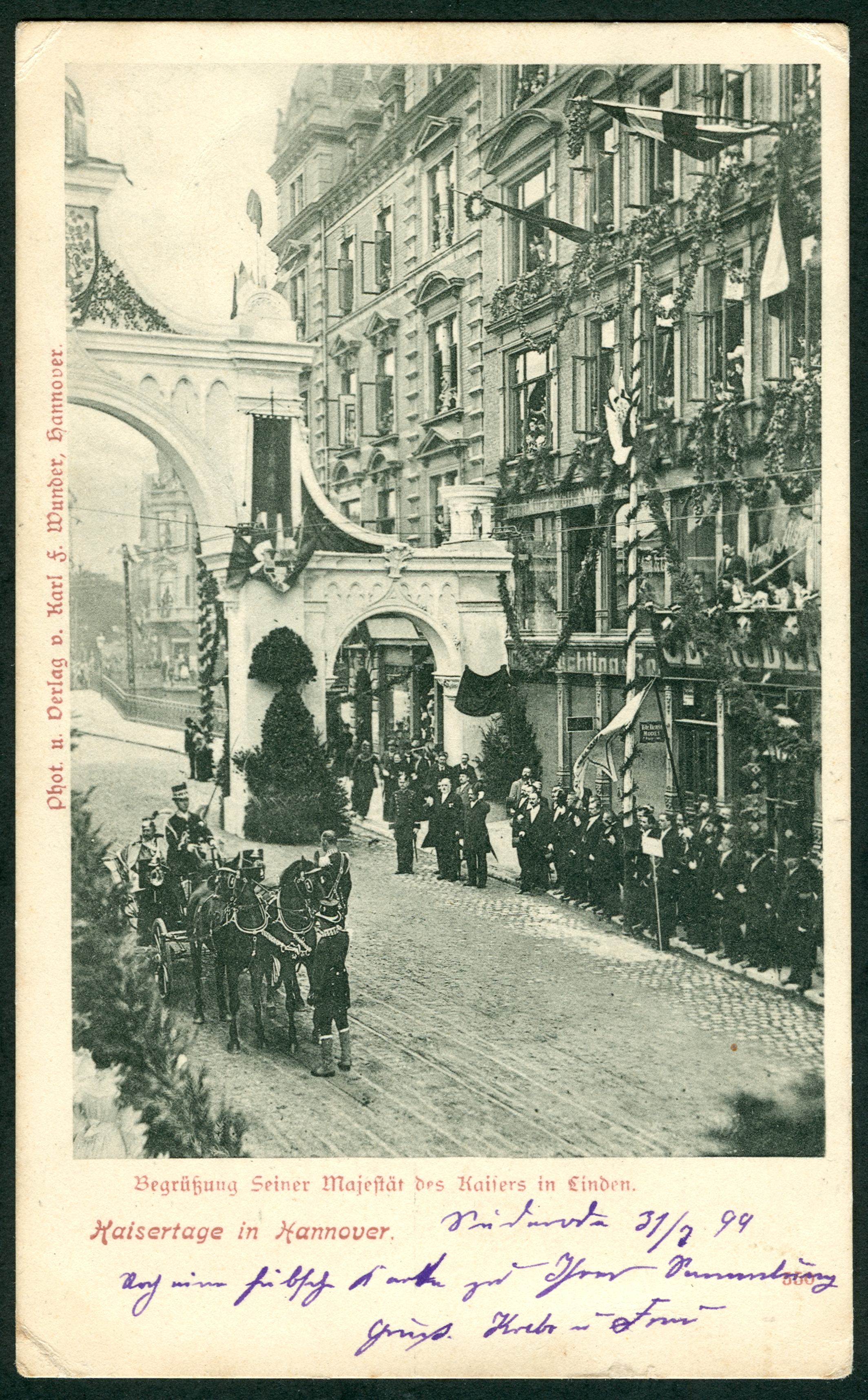
Begrüßung des Kaisers in Linden am Schwarzen Bär
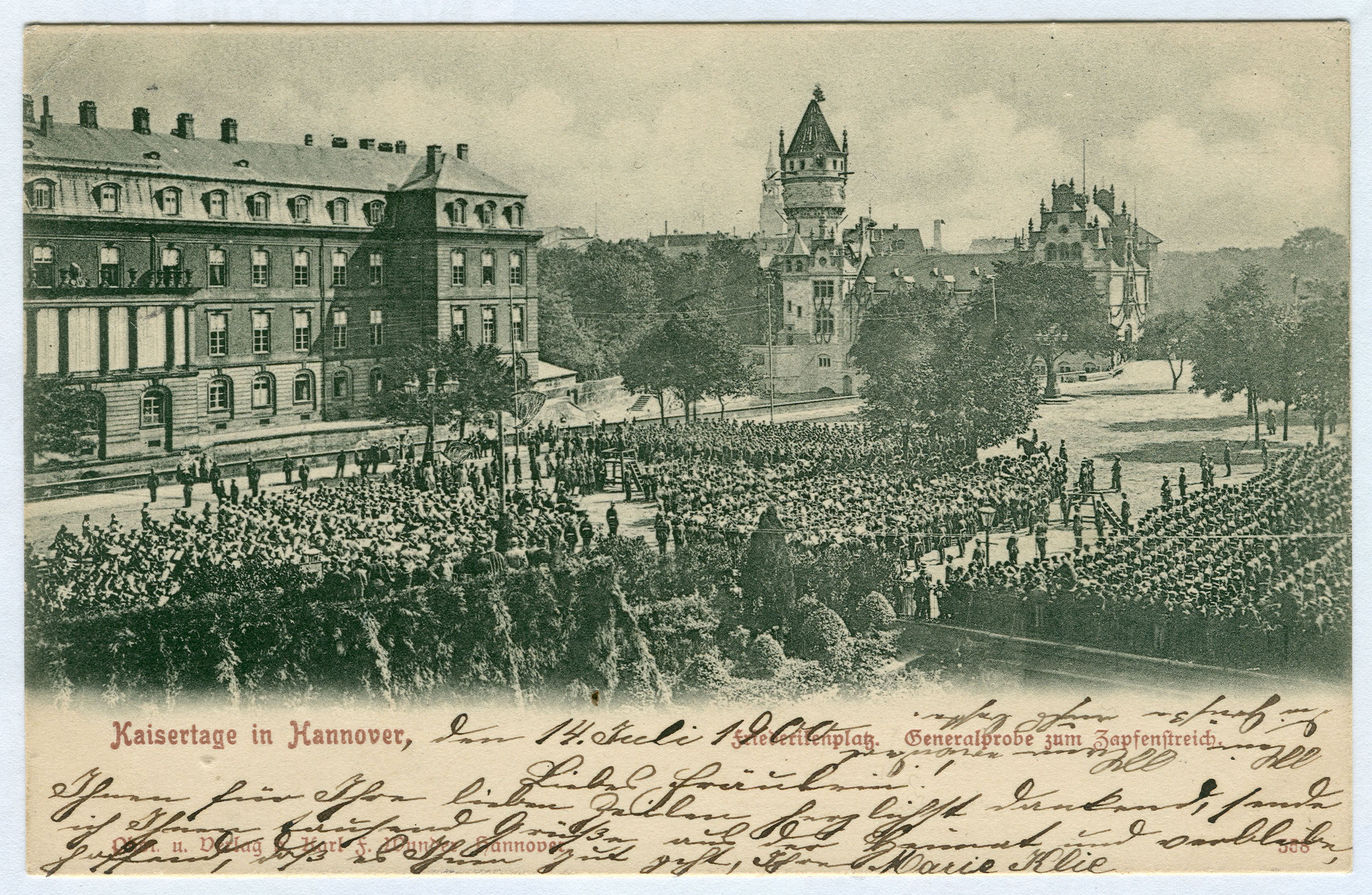
Generalprobe zum Zapfenstreich auf dem Friederikenplatz
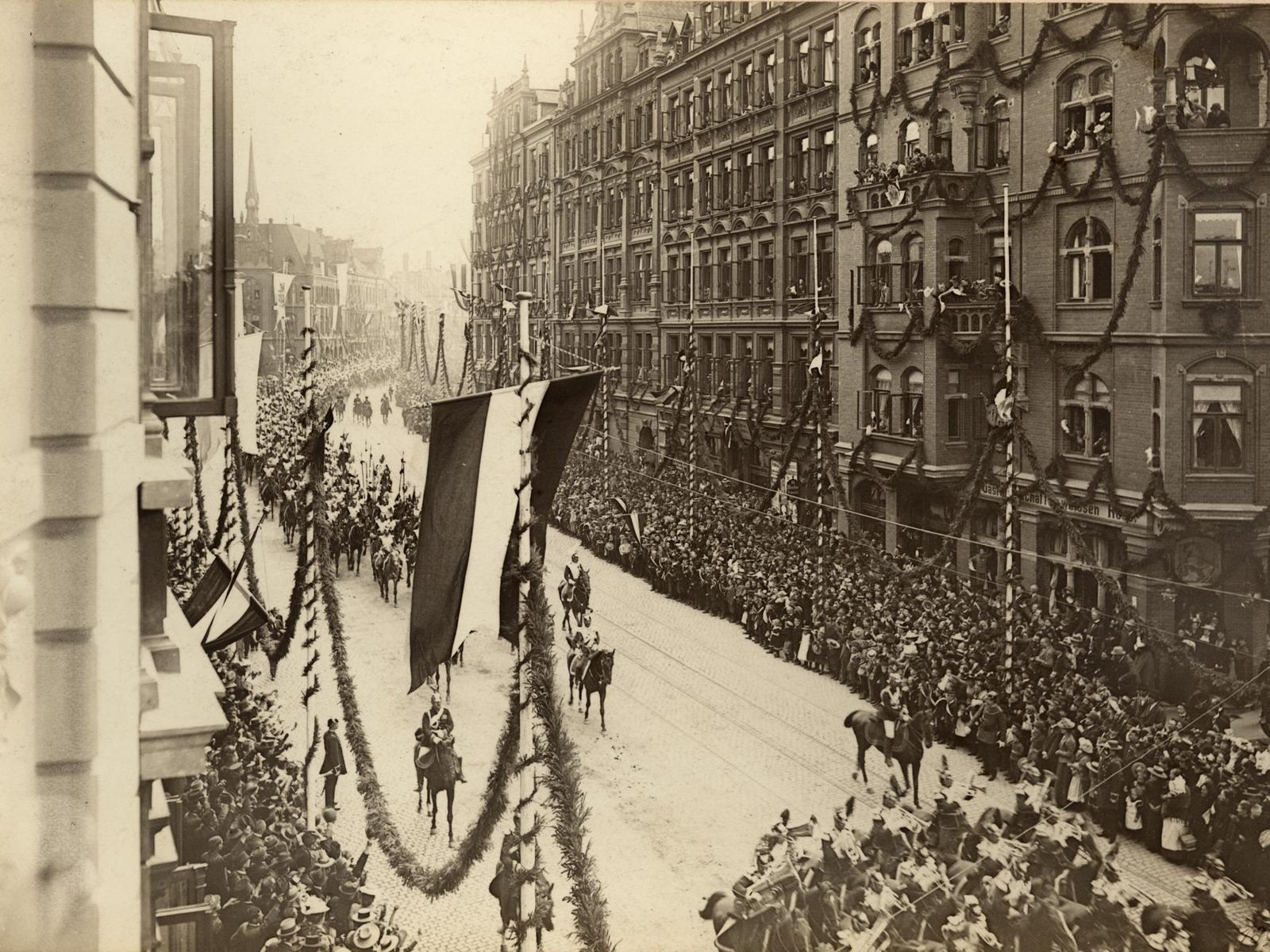
Deisterstraße am Schwarzen Bär: „Rückkehr Sr. Mäjestät vom Paradefelde an der Spitze d. Königs Ulanen Regiments“ am 3. September 1898
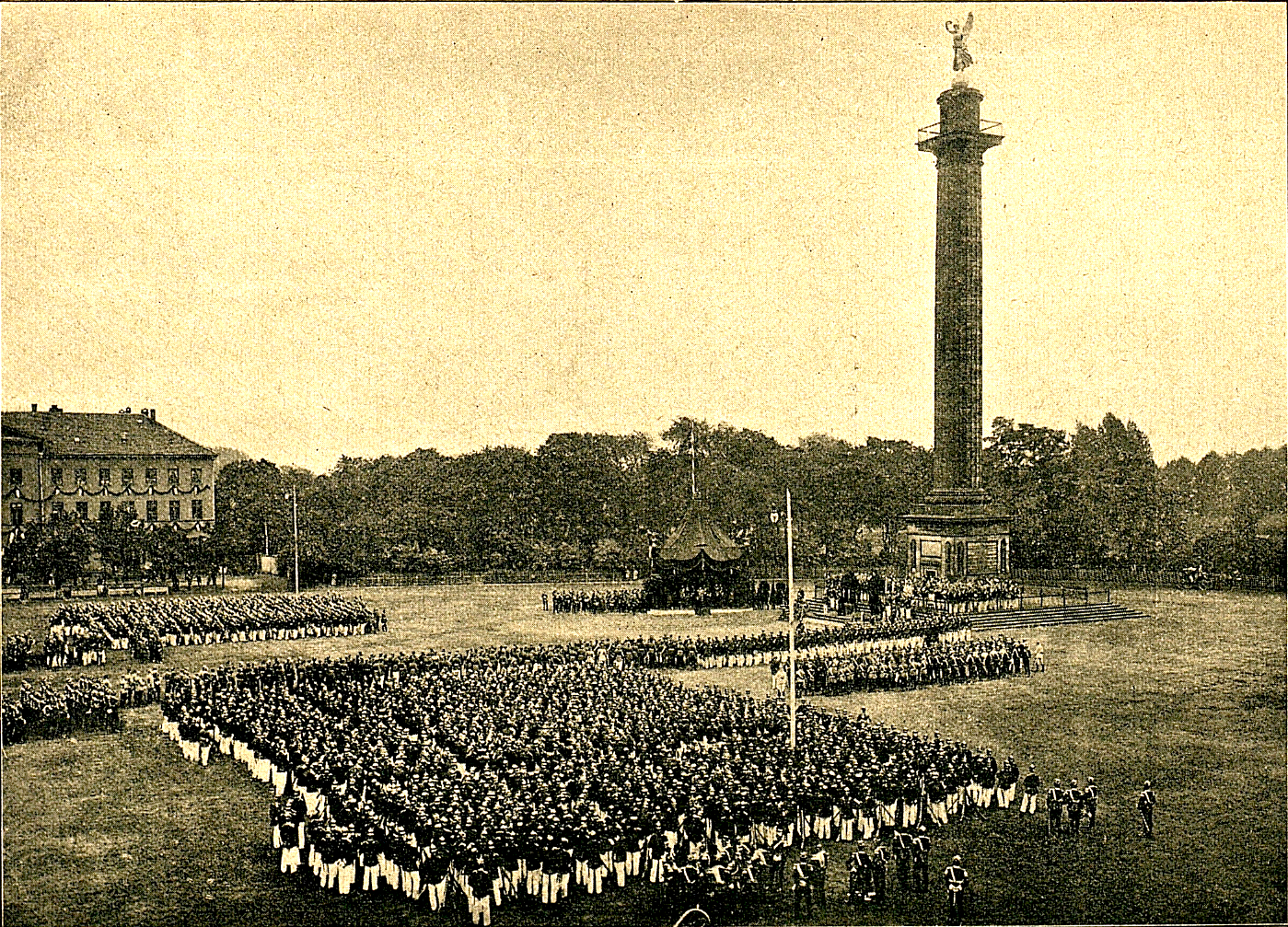
Feldgottesdienst am 4. September 1898 auf dem Waterlooplatz